# Валеньчув
Валеньчув (пол. Waleńczów) — село в Польщі, у гміні Опатув Клобуцького повіту Сілезького воєводства.
Населення — 1122 особи (2011).
У 1975-1998 роках село належало до Ченстоховського воєводства.

## Демографія
Демографічна структура станом на 31 березня 2011 року:
|          | Загалом | Допрацездатний вік | Працездатний вік | Постпрацездатний вік |
| -------- | ------- | ------------------ | ---------------- | -------------------- |
| Чоловіки | 546     | 125                | 362              | 59                   |
| Жінки    | 576     | 117                | 338              | 121                  |
| Разом    | 1122    | 242                | 700              | 180                  |